# Castelo Barnbougle
O Castelo Barnbougle é uma torre histórica situada na margem sul do estuário do estuário do Forth, entre Cramond e Queensferry, na freguesia de Dalmeny. Encontra-se inserido na propriedade do Conde de Rosebery, a noroeste da Casa de Dalmeny. Embora a sua origem remonte ao século XIII, o castelo atual é o resultado de uma reconstrução realizada em 1881 pelo 5.º Conde de Rosebery, que exerceu funções como Primeiro-Ministro entre 1894 e 1895.

## Etimologia
Formas mais antigas do nome incluem Barnbughall, Barbogle, Parnbogalle e Pronbugele. Estas derivam do britónico brinn bugel, que significa "colina do pastor", ou bar an bugel, "topo da colina do pastor", ou ainda pren bugel, "árvore do pastor". Todas estas designações referem-se, provavelmente, ao terreno elevado que se ergue imediatamente atrás da costa, com vista para os pastos situados na foz do Cockle Burn.

## História
A primeira construção em Barnbougle foi uma torre do século XIII, erguida pelos Mowbray, uma família normanda que também detinha os senhorios de Dalmeny e Inverkeithing. Sir John Mowbray de Barnbougle, senhor de Dalmeny, foi armado cavaleiro por Sir Thomas Erskine na Batalha de Homildon Hill, em 1402.
O senhor de Barnbougle em 1586, John Mowbray, era apoiante de Maria, Rainha dos Escoceses. A sua esposa era irmã de William Kirkcaldy de Grange, e duas das suas filhas serviram Maria em Inglaterra. Gillis ficou prometida ao boticário da rainha, e Barbara casou-se com Gilbert Curll, o secretário pessoal de Maria. Acredita-se que tenha sido Maria quem ofereceu a Gillis Mowbray as joias hoje conhecidas como as "Joias de Penicuik".
Os Links de Barnbougle foram palco de um combate judicial a 15 de março de 1597. James Carmichael havia morto Stephen Bruntfield, Capitão de Tantallon, num duelo a 22 de dezembro de 1596. Como castigo, foi forçado a combater Adam Bruntfield em duelo singular em Barnbougle. Os juízes foram o Duque de Lennox, o Senhor de Buccleuch e Sir James Sandilands. Vestiam roupas leves de cetim e tafetá, um em azul e o outro em vermelho. Bruntfield matou Carmichael, segundo algumas fontes, perante cerca de 5.000 espectadores.
Em 1615, os Mowbray venderam Barnbougle a Sir Thomas Hamilton, mais tarde Conde de Haddington. Em 1662, foi novamente vendido, pelo neto de Sir Thomas, a Sir Archibald Primrose de Carrington, um juiz de alto escalão que se tornou Lord Justice General da Escócia em 1676. O filho mais velho de Sir Archibald do seu segundo casamento, também chamado Archibald Primrose, foi criado Conde de Rosebery em 1703, e Barnbougle tornou-se a residência da família. Em algum momento do século XVII, a torre original foi reconstruída ou substituída.
Em 1774, o arquiteto Robert Adam elaborou um plano para a reconstrução do castelo. A proposta previa um edifício triangular, com a torre original situada no vértice voltado para o mar, mas nunca chegou a ser executada. No início do século XIX, o castelo encontrava-se em estado de degradação, e há relatos de que uma onda chegou a invadir a sala de jantar durante uma refeição. O 4.º Conde de Rosebery mandou construir a Casa de Dalmeny na propriedade, para onde a família se mudou após a conclusão da obra, em 1817. Barnbougle passou a ser utilizado como armazém de explosivos e, após sofrer danos causados por uma explosão acidental, foi posteriormente deixado em ruínas.
Em 1881, o castelo foi completamente reconstruído e ampliado segundo os planos de James Maitland Wardrop, do gabinete Wardrop & Reid, ao estilo Baronal Escocês. Parte da estrutura antiga, do lado norte, foi integrada no novo edifício. A reconstrução teve como principal objetivo acolher a biblioteca privada de Archibald Primrose, 5.º Conde de Rosebery (1847–1929), que viria a ser Primeiro-Ministro em 1894. A coleção era especializada em temas napoleónicos, já que Rosebery era autor da obra Napoleon: The Last Phase. Lorde Rosebery ensaiava os seus discursos numa galeria construída especificamente para esse fim. Barnbougle continua a fazer parte da propriedade de Dalmeny e permanece na posse da família Rosebery. Está classificado como edifício de categoria A.

## Descrição
O castelo está edificado sobre um terraço rochoso saliente. Incorpora parte da estrutura original nos lados norte e leste, mas trata-se, na sua maioria, de uma construção do final do século XIX. Apresenta três andares e um sótão; o edifício é construído em alvenaria de pedra, com acabamento em cantaria de arenito. Entre os elementos arquitetónicos destacam-se os remates em degraus nos frontões, as bartizanas (pequenas torres) com gárgulas nos dois cantos ocidentais e um parapeito ameado. Um painel na parede leste ostenta a inscrição: "Não removas o antigo marco que os teus pais estabeleceram. Provérbios XXII, 28."
No jardim do castelo ergue-se um relógio de sol obelisco com 2,4 metros de altura (7 pés e 10 polegadas), que foi ali colocado em 1890.

## Tradições
O antiquário William Wallace Fyfe registou, em 1851, uma lenda associada a Barnbougle e ao vizinho Hound Point. Relata que "sempre que a morte de um dos senhores de (Barnbougle) se aproxima, surge uma insólita aparição de um homem negro, acompanhado por um cão, sobre o promontório, tocando na sua trompa a nota fúnebre do barão. Daí a origem do antigo nome Bar'n-bugle." Fyfe inspirou-se nesta história para compor um poema que narra as aventuras de "Sir Roger Mowbray" e do seu fiel cão durante a Cruzada na Terra Santa, culminando com a morte de Sir Roger e encerrando com os seguintes versos:
E sempre que os senhores de Barnbougle
Desta vida se vão despedir,
Vêm cão e fantasma a esta costa assombrada

Notas fúnebres a ouvir.
Várias versões desta lenda foram registadas, incluindo algumas em que é o uivar de um cão, em vez de uma trompa, que antecede uma morte.